# NGC 6065
NGC 6065 ist eine 14,0 mag helle linsenförmige Radiogalaxie vom Hubble-Typ S0  im Sternbild Schlange nördlich der Ekliptik. Sie ist schätzungsweise 459 Millionen Lichtjahre von der Milchstraße entfernt und hat einen Durchmesser von etwa 110.000 Lichtjahren.
Im selben Himmelsareal befinden sich u. a. die Galaxien NGC 6066 und IC 1169.
Das Objekt wurde am 19. Juni 1887 von Lewis A. Swift entdeckt.